# King of the Road
Pour le jeu vidéo, voir King of the Road (jeu vidéo).
Singles de Roger Miller
Do-Wacka-Do
(1965) Engine Engine #9
(1965)
King of the Road est une chanson de l'auteur-compositeur et chanteur de country américain Roger Miller extraite de son deuxieme album studio, The Return of Roger Miller, paru en 1965. Elle est également sortie en single, c'était le premier single de cet album.
Le single et l'album sont sortis en janvier 1965,.
La chanson a atteint la 4e place aux États-Unis. (Elle a paru dans le Hot 100 de Billboard la semaine du 30 janvier 1965 et a atteint la 4e place pour la semaine du 20 mars). La chanson a aussi passé cinq semaines à la 1re place du classement country de Billboard, le Hot Country Singles.
En 1978, le groupe Boney M. reprend ce titre dans son troisième album Nightflight to Venus.

## Adaptations
Fin 1964, Hugues Aufray enregistre un 45 tours chez Barclay (disque N°60569) dont la face B reprend ce morceau en français sous le titre On est les rois, paroles de Hugues Aufray et Pierre Delanoë.

## Distinction
En 1999, la version originale de Roger Miller a reçu le Grammy Hall of Fame Award.